# La Fille mal gardée (balet)

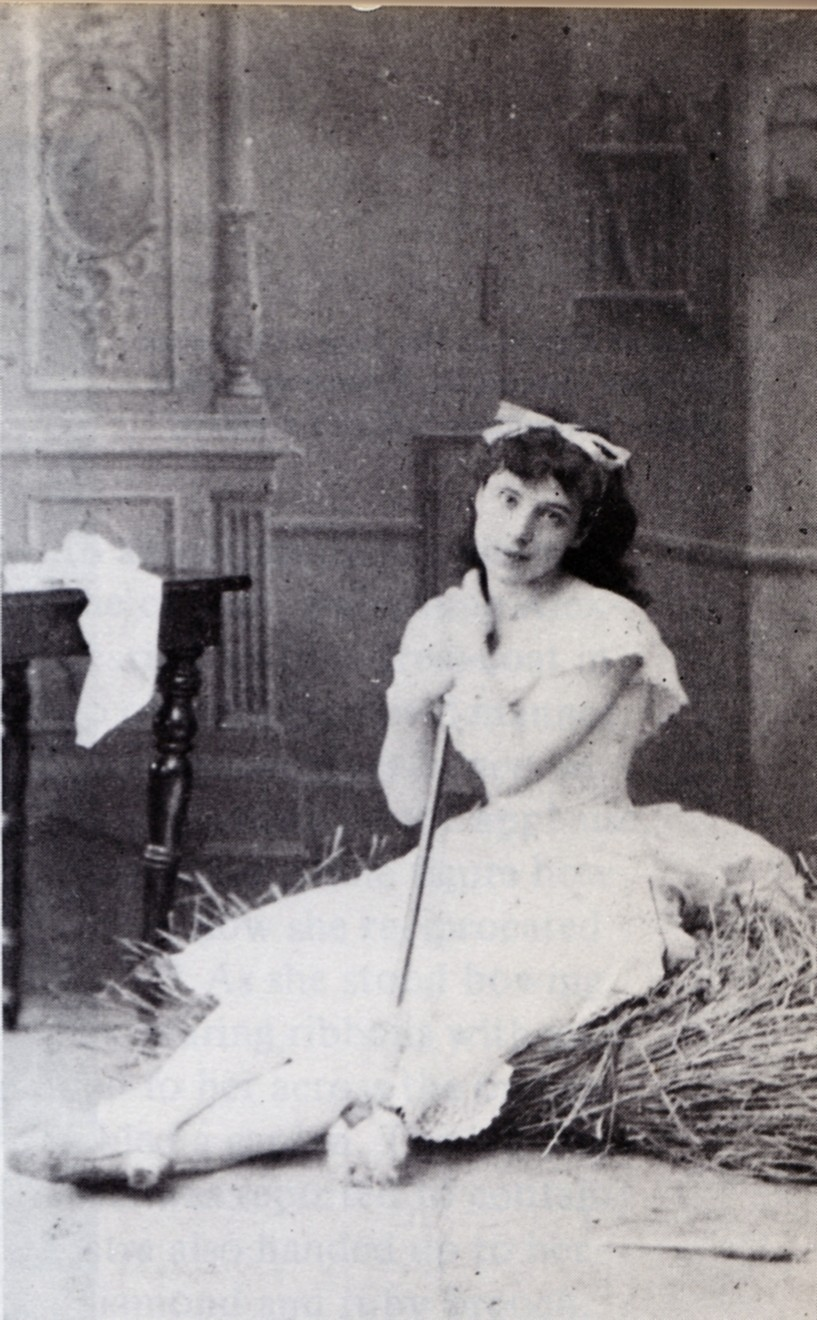
Virginia Zucchi în rolul Lisei din baletul lui Marius Petipa și Lev Ivanov, St. Petersburg 1885

La Fille mal gardée (titlul original: în franceză La Fille mal gardée, în română Fata rău păzită / Precauțiuni inutile) este un balet-pantomimă comic care datează din secolul al XVIII-lea. Este cel mai vechi balet clasic care a rămas până în prezent în repertoriul marilor companii de balet, deși sub diferite forme muzicale și coregrafice. 
Legenda spune că ideea pentru balet i-a venit lui Dauberval când a văzut o gravură în acvaforte de Pierre-Philippe Choffard (1730-1809) luată dintr-o guașă de Pierre Antoine Baudouin intitulată La Réprimande. Une jeune fille querellée par sa mère (în română Dojana. O fată tânără certată de mama ei ). Tabloul înfățișează o țărăncuță plângând, cu hainele șifonate, fiind certată de o femeie în vârstă într-un hambar, în timp ce iubitul ei urcă în grabă o scară pentru a se adăposti în pod. Amuzat, maestrul de balet și-a imaginat un scenariu în care apar o Lison, un Colin și o văduvă Ragotte care, ulterior, aveau să devină Lise, Colas și Simone.
Inițial, partitura a constat dintr-un potpuriu de 55 de melodii populare franceze ai căror autori nu ne sunt cunoscuți. Acest balet a fost repetat, adaptat și revăzut de multe ori până în secolul al XXI-lea.
După reprezentația de la teatrul din Bordeaux, Dauberval a schimbat numele baletului în titlul La Fille mal gardee și a pus în scenă spectacolul la Teatrul Pantheon din Londra pe 30 aprilie 1791. Mademoiselle Théodore a preluat rolul Lisei, cel al lui Colas este încredințat dansatorului Charles-Louis Didelot, elev al lui Dauberval.

## Rezumat
Lise și Colas sunt îndrăgostiți și vor să se căsătorească. Dar văduva Simone, mama Lisei dorește ca fiica sa să se căsătorească cu Alain, prost, dar extrem de bogat, și a aranjat cu Thomas, tatăl lui Alain, un contract de căsătorie între Lise și Alain. Mama Simone încearcă din răsputeri să îi țină pe Lise și Colas departe unul de celălalt, dar nu reușește în încercările ei.
În timpul recoltei, Thomas și Alain îi duc pe văduva Simone și Lise la țară pentru un prânz la picnic. Muncitorii fermei se alătură într-un dans cu panglici în jurul unui stâlp de mai, iar fetele se alătură și ele într-un dans cu saboții cu văduva Simone. Este o furtună și toată lumea aleargă la adăpost. Colin și Lise pot scăpa din nou un scurt timp, dar sunt aduși înapoi.
Văduva Simone și Lise se întorc acasă. Simone vrea ca Lise să stea la roata de tors și să muncească, dar Lise se învârte în timp ce dansează, aproape amețind-o pe văduvă. Când adoarme văduva, Lise încearcă să fure cheia din buzunarul ei pentru a împiedica văduva să o mai încuie, dar nu reușește. Muncitorii fermei aduc recoltele și văduva părăsește casa după ce a încuiat ușa în urma ei pentru a o împiedica pe Lise să iasă din casă. Lise se gândește la Colas și la faptul că va fi mamă la un număr mare de copii. 
Spre jena lui, Colas se ridică brusc dintre snopii îngrămădiți. Auzind întoarcerea văduvei Simone acasă, Lise și Colas caută cu disperare un loc unde să se ascundă. Negăsind un loc potrivit în sufragerie, Lise îl duce pe Colas în camera ei și se întoarce în sufragerie chiar înainte ca văduva Simone să intre în casă. Simone îi ordonă Lisei să meargă în camera ei și să-și îmbrace rochia de mireasă pentru nunta ei viitoare cu Alain. Lise, îngrozită, încearcă să rămână unde se află, dar văduva Simone o împinge pe Lise în camera ei și încuie ușa.
Thomas sosește cu fiul său Alain însoțiți de un notar care va fi martor la căsătorie. Sosesc și muncitorii fermei (prietenii lui Lise și Colas). Simone îi dă lui Alain cheia camerei lui Lise. Când Alain deschide ușa camerei lui Lise, Lise apare în rochia ei de mireasă, însoțită de Colas. Thomas și Alain se înfruntă iar Thomas înfuriat, rupe contractul de căsătorie. Thomas, Alain și notarul pleacă supărați din casă. Lise și Colas o roagă apoi pe văduva Simone să accepte unirea lor. Dragostea învinge totul și văduva cedează. Sărbătorind cu bucurie rezultatul fericit al lui Lise și Colas, toată lumea pleacă și casa este liniștită și goală, până când Alain se întoarce după umbrela pe care a lăsat-o întâmplător în urmă. Alain dă de înțeles astfel că este fericit și cu dragostea vieții sale: umbrela lui.

## Personaje
- Lise – o fată tânără
- Colas – iubitul ei, un tânăr țăran sărac (în alte versiuni Collin)
- Mama Simone – mama Lisei (în alte versiuni Marcelina), o țărancă văduvă (de obicei jucată ca rol de travesti de către un bărbat)
- Thomas – un podgorean bogat
- Alain – fiul lui Thomas (în alte versiuni Nicaise)
- grădinarul
- guvernanta
- profesoara particulară
- Notarul satului
- țărani, prieteni ai lui Lise și Colas